# أبو جعفر الخطمي
أبو جَعْفَر الخطميّ (-147 هـ)، هو أحد رواة الحديث الثقات. واسمه عُمَير بن يزيد بن عُمَير بن حَبِيب بن حُبَاشَةَ بن جويبر بن عبيد الله بن غيان بن عامر بن خطمة، واسمه عبد الله بن جشم بن مالك بن الأوْس.
وأمه: أم القاسم بنت عقبة بن الفاكه بن سعد بن جبر بن عبيد الله بن غيان ابن عامر بن خطمة. وليس له عقب.

## روى عن
روى عن
1. الحارث بْن فضيل الخطمي
2. وسعيد بْن المسيب
3. وخاله عَبْد الرحمن بْن عقبة بْن الفاكه
4. وعمارة بْن خزيمة بْن ثابت
5. وعمارة بْن عُثْمَان بْن حنيف
6. ومُحَمَّد بْن كعب القرضي
7. وأبيه يزيد بْن عمير بْن حبيب الخطمي
8. وأبي أمامة بْن سهل بْن حنيف

## روي عنه
وروى عنه شعبة، وحمّاد بن سلمة، ويحيى بن سعيد القطّان.

## قول العلماء فيه
قال يحيى بن معين: «أبو جعفر الخطمي ثقة»
وقال محمد بن عثمان بن أبي شيبة: «سمعت علي بن المديني يقول سمعت عبد الرحمن بن مهدي وذكر عنده أبو جعفر الخطمي قال كان أبو جعفر الخطمي وأبوه وجده حبيب بن خماشة قوما توارثوا الصدق بعض عن بعض.»